# Доман, Гленн
Гленн До́ман (англ. Glenn Doman; 26 августа 1919, Филадельфия, США — 18 мая 2013) — американский врач-физиотерапевт, автор восстанавливающих методик для детей с поражениями нервной системы и обучающих методик для всех детей (метод Домана).

## Биография
Родился в городе Филадельфия (США) в семье частного сыщика. В 1940 году окончил Университет Пенсильвании, получив учёную степень[уточнить] по физиотерапии. С этого момента Доман занимался изучением развития детского мозга.
В годы Второй мировой войны Гленн Доман записался добровольцем в пехоту армии США на следующий день после нападения на Пёрл-Харбор. По окончании пехотных офицерских курсов в Форт-Беннинге направлен во Францию. Командир роты лейтенант Гленн Доман в составе 87-й пехотной дивизии 3-й армии (генерал Дж. Паттон) принимал участие в Арденнской операции, воевал в Люксембурге, Голландии, Германии и в Чехословакии. Награждён крестом «За выдающиеся заслуги».
В 1955 году основал некоммерческую организацию Институты достижения потенциала человека (англ. Institutes for the Achievement of Human Potential, IAHP), автор восстанавливающих методик для детей с поражениями нервной системы и обучающих методик для всех детей (метод Домана).
Работал в IAHP. Отец троих детей. Дженет и Дуглас Доманы также работают в IAHP.

## Труды
Гленом Доманом было написано несколько популярных книг о развитии детей, которые до сих пор являются бестселлерами:
- Glenn Doman. What To Do About Your Brain-injured Child (англ.). — Revised. — Square One Publishers[англ.], 2005. — ISBN 0-7570-0186-6.
  - Гленн Доман. Что делать, если у вашего ребенка повреждение мозга = What To Do About Your Brain-injured Child / Перевод С. Л. Калинина. — Рига: Juridiskais birojs Vindex, SIA, 2007. — 329 с. — ISBN 978-9984-39-236-3, 9984392368.
- Glenn Doman, Janet Doman. How To Teach Your Baby To Read (неопр.). — Revised. — Square One Publishers[англ.], 2005. — ISBN 0-7570-0185-8.
  - Гленн Доман. Как научить ребенка читать. Ласковая революция = How To Teach Your Baby To Read / Перевод Галины Кривошеиной. — М.: АСТ, Астрель, 2004. — 256 с. — 10 000 экз. — ISBN 5-17-020565-1, 5-271-09712-9.
- Glenn Doman, Janet Doman. How To Teach Your Baby Math (неопр.). — Revised. — Square One Publishers[англ.], 2005. — ISBN 0-7570-0184-X.
- «How To Give Your BabyEncyclopedic Knowledge»
- «How To Teach Your Baby To Be Physically Superb»
- Glenn J. Doman, Janet Doman. How To Multiply Your Baby's Intelligence (неопр.). — Revised. — Square One Publishers[англ.], 2005. — ISBN 0-7570-0183-1.

## Награды и звания
- крест «За выдающиеся заслуги» (США, 1945)
- В 1966 году правительство Бразилии присвоило титул Гленну Доману за заслуги перед детьми всего Мира.
- 28 октября 2007 года за работу с детьми Гленн Доман был награждён медалью Итальянского Сената (Международный научный комитет Pio Manzù Centre)[5].

## Оценки и мнения
Я не могу сказать, что Гленн Доман знает о детях больше, чем любой живущий на Земле человек, потому что я не знаю всех живущих на Земле, но я могу сказать, что он сделал для детей больше, чем любой другой живущий на Земле человек. Я могу также сказать, что он знает о детях больше — о маленьких и больших, о больных и обычных, о развитых и примитивных, о бедных и богатых, — и как сделать больного здоровым, а здорового — ещё здоровее — чем любой другой человек, о котором я когда-либо читал или слышал или с которым встречался. Я не знаю никого, кроме него и людей, которых он научил, кто знал бы столько обо всех этих детях.
— Раймундо Верас, доктор медицины, Почётный президент Института достижения потенциала человека в Бразилии

Доман, скажи это 11-му взводу за меня. Я солдат уже 35 лет. За эти 35 лет я сотни раз задавал себе вопрос «зачем?». Теперь я знаю. Я был на высоте 29 и видел атаку на Gold Brick Hill. Я провёл 35 лет в армии, ожидая эту атаку. Если бы у меня была фотография тех людей, взбиравшихся на высоту, я бы всегда носил её при себе и унёс её с собой в могилу. Эта атака была настоящей компенсацией за все мои 35 лет.
Оригинальный текст (англ.)Doman, tell K Company this for me. I have been a soldier for 35 years. Hundreds of times in that 35 years I have wondered why. Now I know. I stood on Hill 29 and watched the attack on Gold Brick Hill. My 35 years in the Army were spent waiting for that attack. If I had a picture of those men going up that hill, I should carry it in my pocket forever and bury it with me. That attack was complete compensation for the past 35 years
— Командир 87-й пехотной дивизии генерал-майор Frank Lewis Jr. Culin

Мы ранили, убили или захватили в плен много тысяч молодых немецких солдат. Моя рота из 187 солдат и 6 офицеров уменьшалась трижды — до 18 солдат без единого офицера. Во всём мире не найти более убеждённого пацифиста, чем солдат-пехотинец победившей стороны в конце войны — кроме, может быть, солдата-пехотинца побеждённой стороны.
— Гленн Доман, 1960